# Super Bowl XLVII
Super Bowl XLVII - czterdziesty siódmy finał o mistrzostwo zawodowej ligi futbolu amerykańskiego NFL, rozegrany 3 lutego 2013 roku na stadionie Mercedes-Benz Superdome w Nowym Orleanie w Luizjanie.

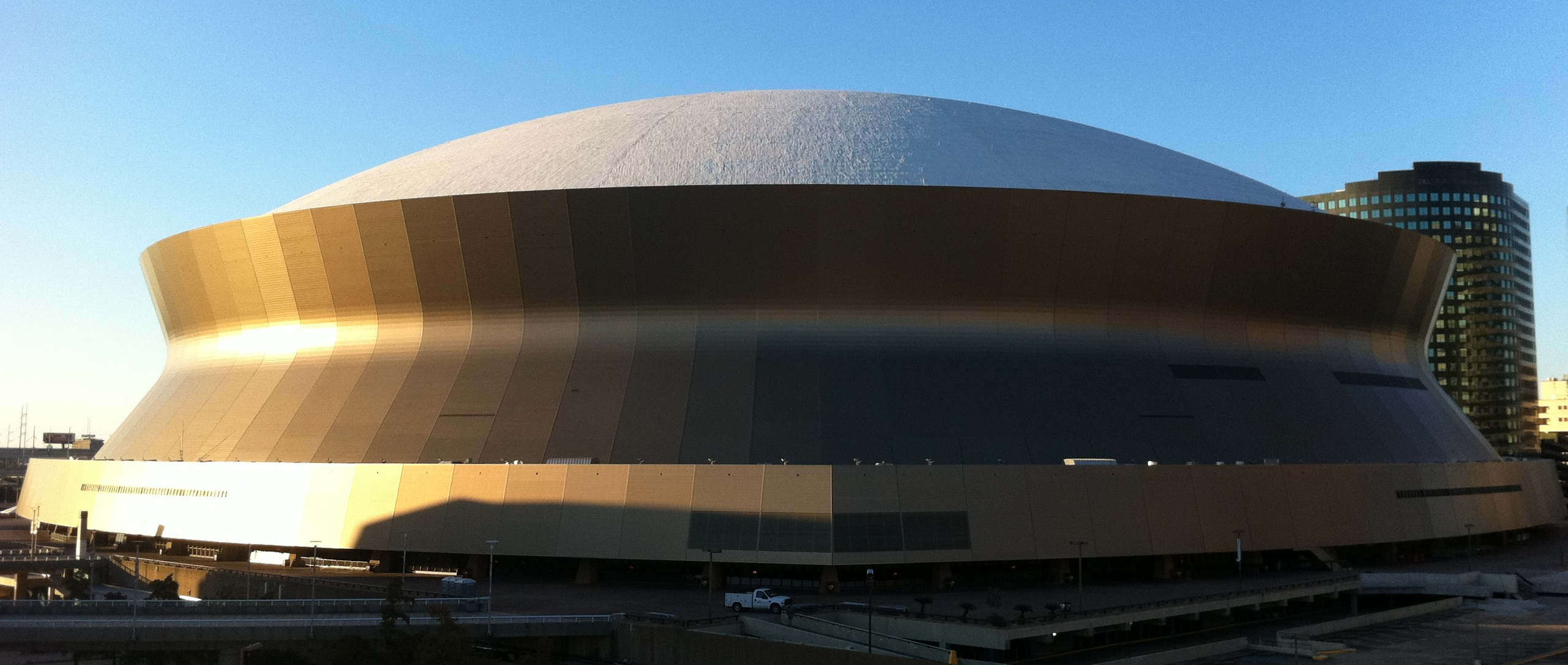
Mercedes-Benz Superdome - miejsce rozegrania XLVII Super Bowl

Spotkały się w nim zespoły mistrza konferencji AFC, Baltimore Ravens oraz mistrza konferencji NFC, San Francisco 49ers.

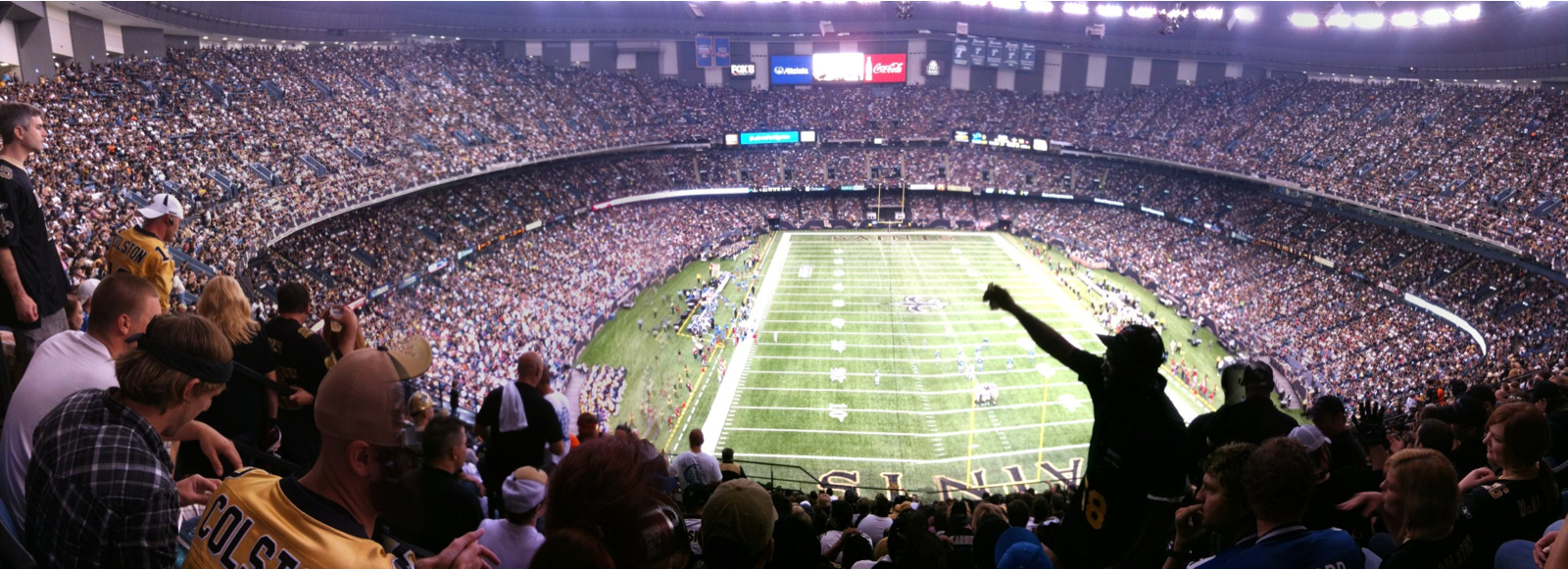
Wnętrze stadionu

Zgodnie z przyjętą konwencją 49ers, jako przedstawiciele NFC, byli gospodarzem nieparzystego Superbowl. Mecz zakończył się zwycięstwem Baltimore Ravens 34-31. Najlepszym graczem meczu wybrany został quarterback Ravens Joe Flacco. Był to pierwszy Superbowl w historii, w którym drużyny przeciwne poprowadzili bracia: John Harbaugh Ravens a 49ers Jim Harbaugh.
Hymn Stanów Zjednoczonych przed meczem zaśpiewała Alicia Keys, zaś w przerwie meczu na stadionie wystąpiła Beyoncé wraz z Kelly Rowland i Michelle Williams.